# Tärnabadet
Tärnabadet är ett tempererat utomhusbad i Kumla kyrkby, söder om Sala i Västmanlands län. Badet var färdigställt sommaren 1969 och smygöppnades det året. Först 1970 invigdes det officiellt av dåvarande landshövdingen i Västmanland Gustav Cederwall.
Tärnabadet tillkomst härrör sig bland annat från det faktum att det saknades badsjöar i denna del av den blivande storkommunen Sala, som bildades 1971. Alldeles innan beslutade kommunfullmäktige i dåvarande Tärna kommun att bygga ett bassängbad, som då kom att förläggas till Tärna stationssamhälle som idag heter Kumla kyrkby.
Tärnabadet har 3 bassänger: en 25 meters bassäng, en mindre så kallad undervisningsbassäng och en plaskpool för de minsta. En fjärde bassäng med hopptorn fanns med i planerna, men ströks då kommunfullmäktige beslutade bygga anläggningen.
Tärnabadet har flera liknande syskon i närheten som byggdes under samma epok: Fjärdhundrabadet och Skultunabadet. Tärnabadet drevs kommunalt till början av 80-talet och sedan dess har olika organisationer och föreningar drivit anläggningen, med visst stöd från kommunen. Sedan 2003 driver Bygdeföreningen Tärnan badet och sysselsätter varje sommar ett 15-tal ungdomar som arbetar i kiosken, städar och håller efter badet tillsammans med föreningsmedlemmar. Sedan några år tillbaka finns solvärmepaneler på taket som värmer anläggningens dusch- och bassängvatten.